# Eóganachta
De Eóganachta vormden een tuath die volgens de traditie gesticht is door Eógan, koning van Munster. Vanuit Cashel beheersten ze tussen de 5e eeuw en de 16e eeuw het zuidelijke deel van Ierland.

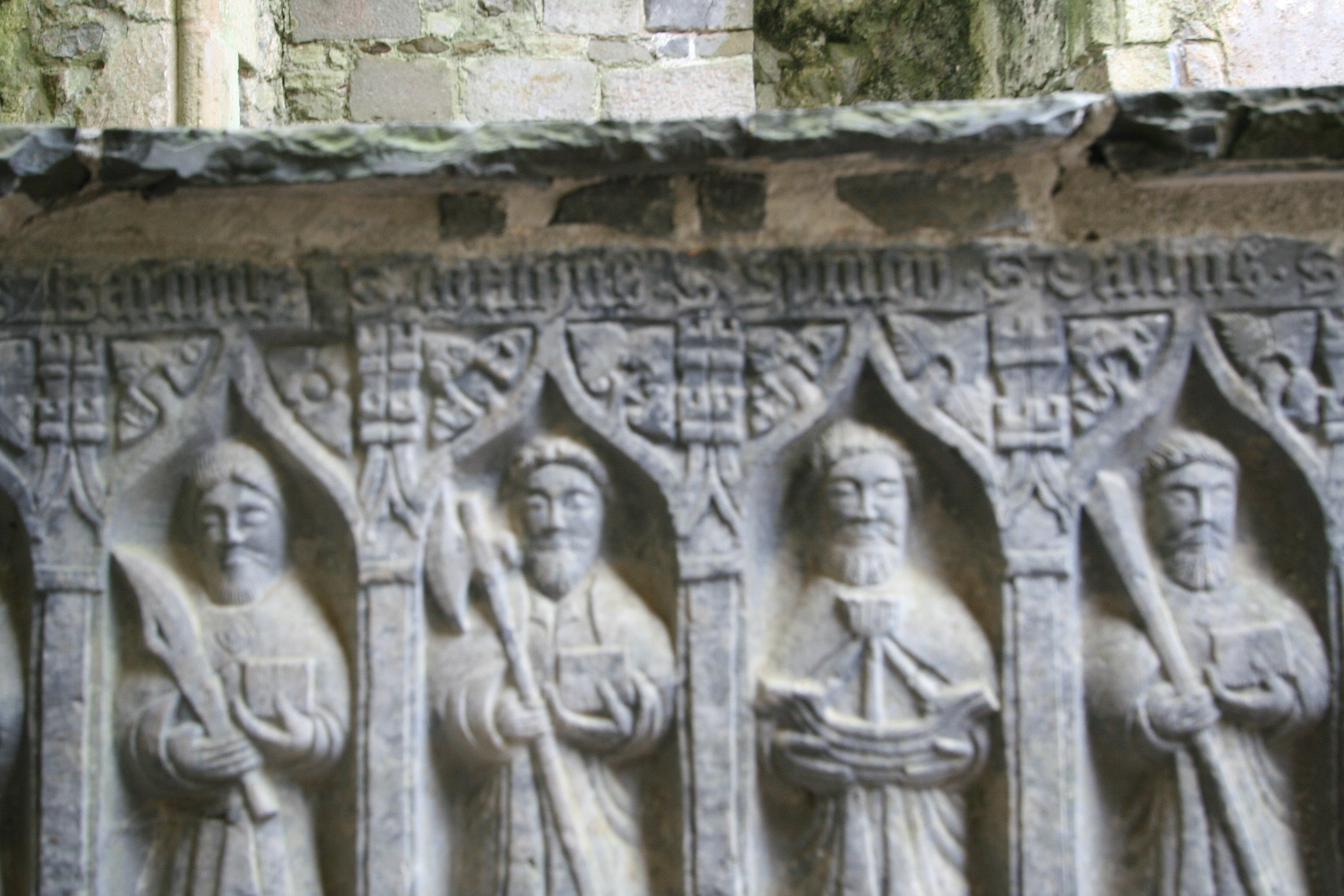
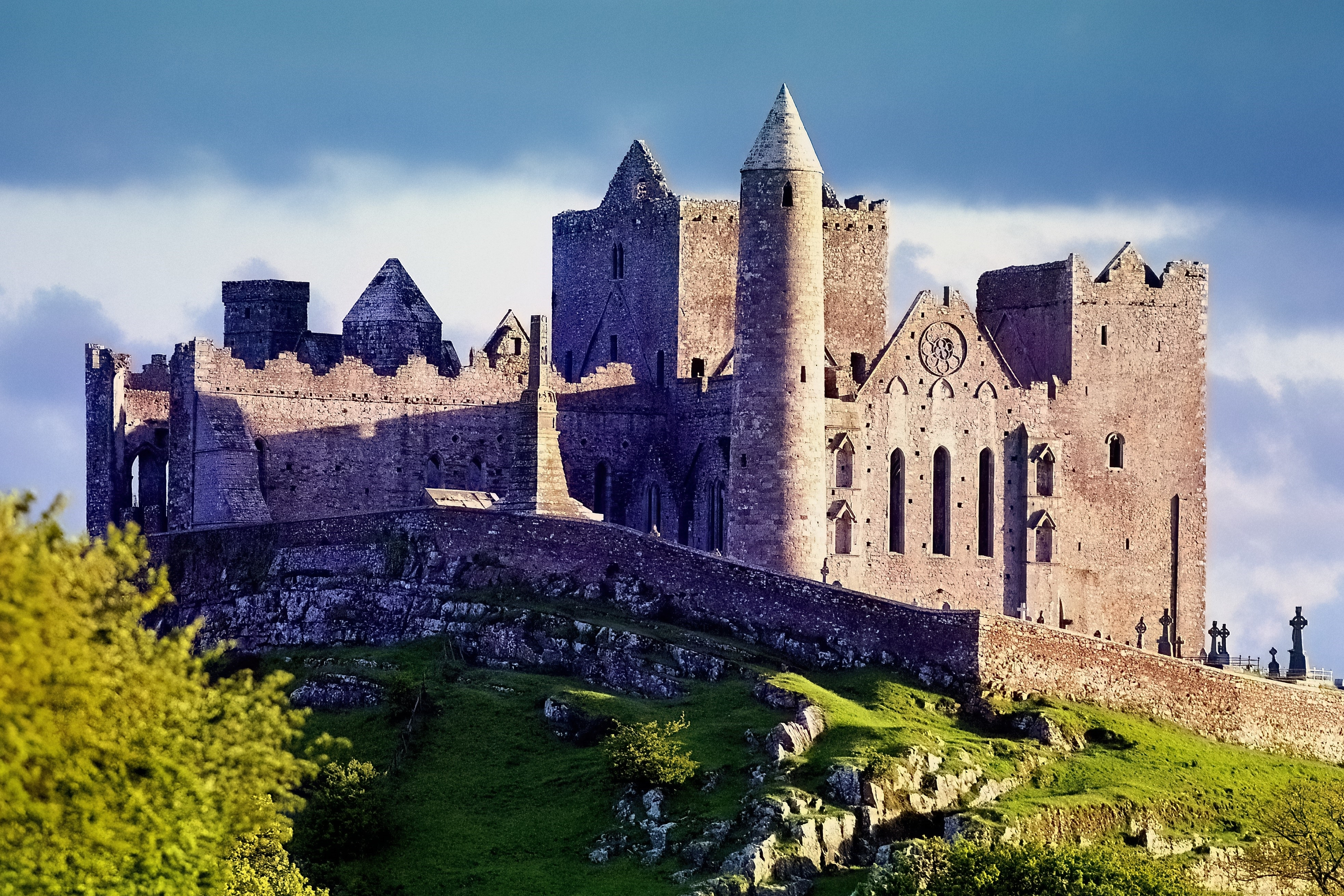
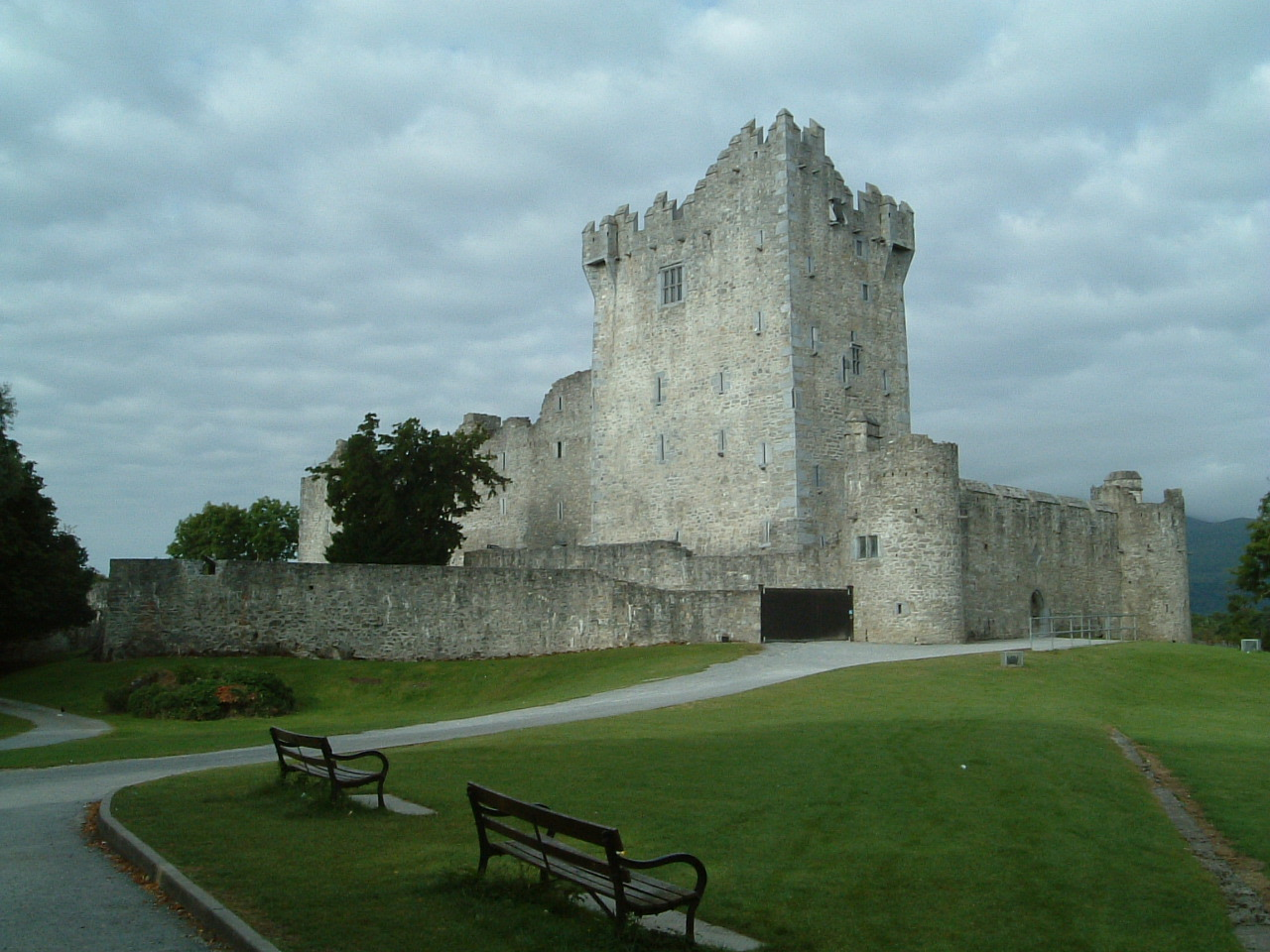
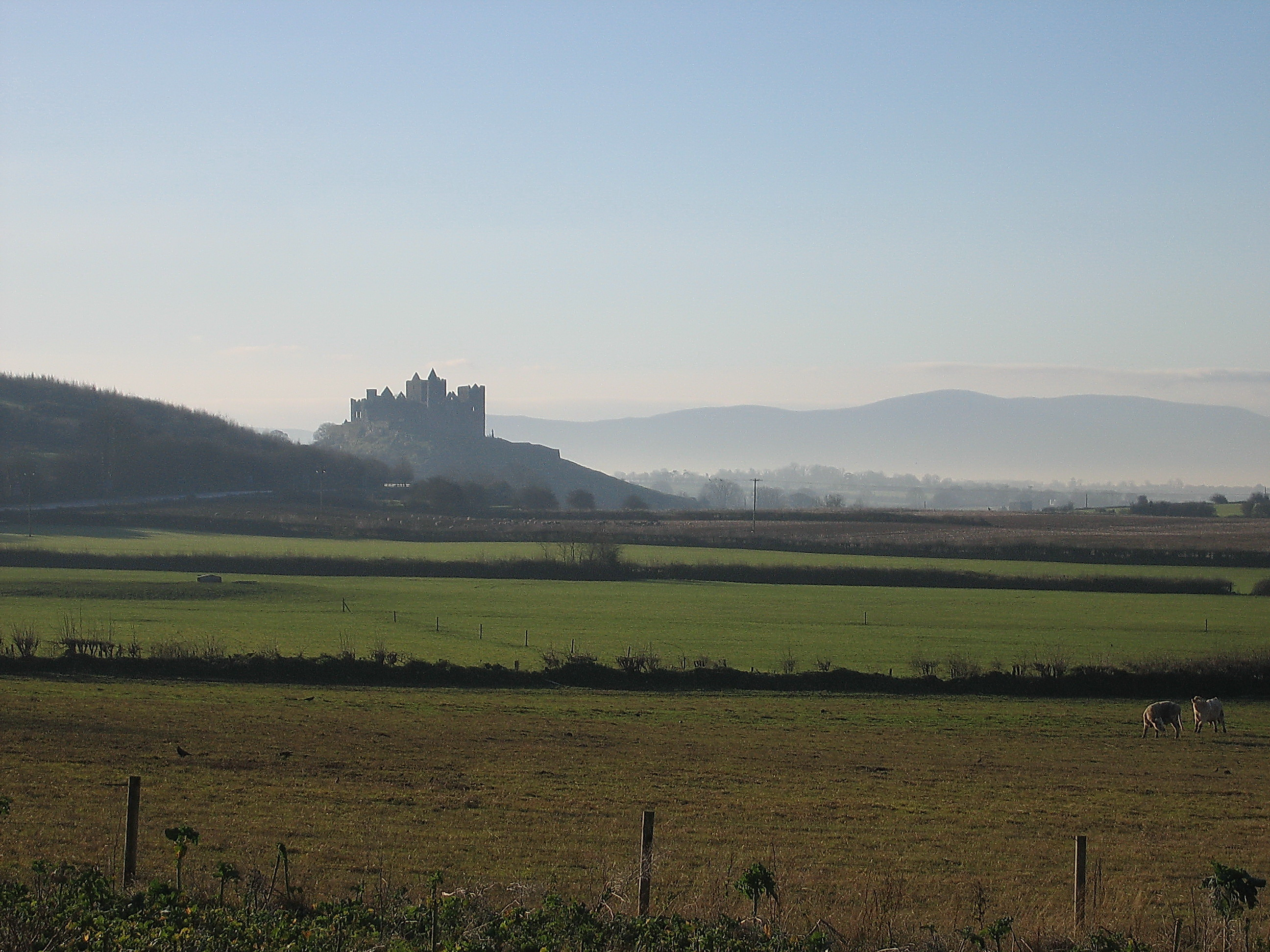